# Sarek (rockgrupp)
Sarek var en svensk rockgrupp som var verksam i början av 1980-talet.
I Sarek, som var hemmahörande i Söderhamn, ingick flera medlemmar från den då upplösta musikgruppen Splash. Gruppen skivdebuterade 1980 med singeln Ohoj/Alla tiders hjälte (Mandarine Records MR S-3), vilken 1981 följdes av musikalbumet Smol 1 (Bastun BAS 010). Medlemmar var Lars-Åke "Rallarn" Johansson (elbas, sång), Gus Dahlberg (trummor, sång), Kay Söderström (gitarr, keyboards, sång), Per Gunnarsson (gitarr, keyboards, sång) och Thommie Fransson (gitarr, sång). På albumet medverkande även Ronnie Schüttmann (bas) och Hempo Hildén (percussion).
Sarek rörde sig "i ett eget ljudlandskap där lekfulla texter ramlade runt till musikaliska referenser som innehöll både Frank Zappa såväl som Povel Ramel". Thommie Fransson, som tidigare samarbetat med bland andra John Holm och Ola Magnell, lämnade Sarek 1981 för att försöka sig på en solokarriär.